# Juho Suikkari
Juho Suikkari (* 21. März 1971) ist ein ehemaliger finnischer Radrennfahrer und nationaler Meister im Radsport.

## Sportliche Laufbahn
Suikkari gewann die nationale Meisterschaft im Straßenrennen 1990, 1993 und 1994. 1989 war er Meister bei den Junioren geworden.
Er siegte in den finnischen Eintagesrennen Siuntion ajot 1989, Lapväärtin ajot 1990, Pyörä-Union korttelit und Susikierros-maantieajo 1991, Imatran ajot 1993, Heinola-ajo, Imatran ajot und Susikierros-maantieajo 1994. Im Porvoon ajot, dem ältesten finnischen Straßenrennen, wurde er 1993 Zweiter hinter Pasi Hotinen.